# И в дождь, и в зной
«И в дождь, и в зной» (англ. Rain or Shine) — кинофильм режиссёра Фрэнка Капры, вышедший на экраны в 1930 году. Лента основана на пьесе Джеймса Глисона и Мориса Маркса, поставленной на Бродвее в виде мюзикла. Фильм тоже планировался в виде мюзикла, однако затем все музыкальные номера были из него удалены.

## Сюжет
Бродячий цирк Рэйни, который славится тем, что выступает и в дождь, и в зной, переживает тяжёлые времена. Мэри Рэйни, унаследовавшая его после смерти отца, не может обеспечить стабильный доход. Артисты уже несколько месяцев не видели зарплаты и начинают подумывать об уходе. Мэри может полностью положиться лишь на Смайли — ловкого управляющего, умеющего «заговаривать зубы» кредиторам и выходить из самых непростых ситуаций. Прибыв в новый город и распространив громкую рекламу, цирк начинает готовиться к выступлению, которое должно решить финансовые проблемы. Однако два сотрудника начинают вести свою игру, рассчитывая сначала обанкротить и затем получить предприятие в свою собственность...

## В ролях
- Джо Кук — Смайли Джонсон
- Луиз Фазенда — Фрэнки
- Джоан Пирс — Мэри Рэйни
- Уильям Кольер младший — Бад Конуэй
- Том Ховард — Амос К. Шрусберри
- Дейв Чейзен — Дейв
- Алан Роско — Долтон
- Адольф Милар — Фольц
- Кларенс Мьюз — Нерон
- Нелла Уокер — миссис Конуэй
- Эдвард Мартиндел — мистер Конуэй
- Нора Лейн — Грейс Конуэй
- Тайрел Дейвис — лорд Хьюго Гвинн